# 糸取り狢

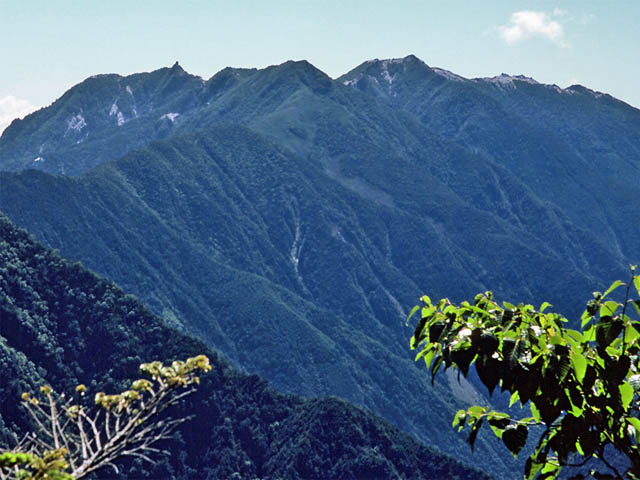
糸取り狢が現れたといわれる鳳凰山

糸取り狢（いととりむじな）は、山梨県の鳳凰山に伝わる妖怪。

## 概要
老いたムジナが化けたもの。行灯を携えて糸取り車を回している老婆の姿で現れるが、本体は老婆ではなくこの行灯の方である。
鳳凰山の山小屋を訪れた猟師がこの妖怪に遭遇した際、老婆の方を猟銃で撃ったが手ごたえが無く、行灯の方を撃ったところ、悲鳴と共にムジナが飛び出したという。
岩手県にも以下のような類似の説話がある。昔、沢内村（現・西和賀町）に入る街道の橋の袂にいつしか一軒の家が現れ、そこに化物が出るという噂が立った。ある弓の得意な侍が退治に行ったところ、白髪の老婆が行灯を携えて針仕事をしていた。侍が矢を放つと老婆はやすやすと矢を手で掴んだ。何本矢を放っても同じで、それきり侍の行方はわからなくなった。
それを聞いた弓の達人たちが次々に化物退治に向かったが、誰1人帰ることはなく、残るは弓には自信がないものの日頃から書に親しんでいる侍だった。気が進まないまま件の家へ向かう途中、ふと「将を射んとすればまず馬を射よ」の言葉が頭に浮かんだ。化物の老婆と対峙した侍は、老婆に矢を放ち、老婆が矢を掴むやいなや、続け様に行灯を矢で射抜いた。悲鳴と共に行灯が倒れ、灯りが消えた。
次の日に侍がその場所へ行くと、家はなく、老いた狸が矢に貫かれて死んでいたという。